# Svartsot
 Der er for få eller ingen kildehenvisninger i denne artikel, hvilket er et problem. Du kan hjælpe ved at angive troværdige kilder til de påstande, som fremføres i artiklen.

Svartsot er et folk metal-band fra Danmark. Alle deres sange er skrevet og sunget på dansk, deres tekster omhandler meget historiske temaer og nordiske folkesagn. De benytter instrumenter som guitar, bas, trommer, mandolin og pennywhistle i deres sange.

## Historie
Bandet blev dannet i august 2004 under navnet "Skoll". I februar 2005 ændrede bandet navn til "Svartsot", som betyder "sort sygdom". Claus Gnudtzmann, en fælles ven af de øvrige bandmedlemmer, var blevet bedt om at være med i bandet som sanger. Han synger growl og bandet besluttede at benytte dansk frem for engelsk til deres tekster.
Deres debutkoncert spillede de på The Rock i København i maj 2005.
Cris JS Frederiksens ven Stewart Lewis kom med i bandet efter koncerten. Han spiller fløjte og bodhran. Kort efter forlod Freitas bandet. Efter nogen tid sluttede trommeslageren, Niels Thøgersen, sig til bandet. Indspillede deres første demo "Svundne tider" i efteråret 2005.
I 2006 vandt bandet 2006-udgaven af den danske Metal Grand Prix. De indspillede deres anden demo Tvende Ravne på Jacob Bredahls Smart 'N' Hard studie i Århus. Deres sang "Jotunheimsfærden" fra den første demo blev spillet på BBC's folk-radio kanal. Svartsot spillede sammen Volbeat til en koncert i april, og ligeledes til tre af Illdisposed's danske koncerter i september og oktober 2006.
Efter en en-dags metalfestival i Randers i januar 2007 forlod bassisten Henrik Christensen bandet. Martin Kielland-Brand overtog hans plads. Kort efter blev en kontrakt med det østrigske selskab Napalm Records underskrevet, også debut albummet, Ravnenes Saga, blev indspillet og mixet af Jacob Hansen på Hansen Studios i Ribe, juli 2007. Albummet blev udgivet i begyndelsen af november 2007 og modtog en masse gode anmeldelser.[kilde mangler]
Svartsot's første koncert uden for Danmark blev spillet den 1. december 2007 til Winter Masters of Rock-festivalen i Zlín, Tjekkiet. Herefter spillede de flere koncerter og på festivaler både Danmark og i udlandet. De turnerede sammen med Týr, Hollenthon, Alestorm og Gwydion på Ragnarök's Aaskereia turné i oktober 2008. Den sidste koncert i det år var til 2008 Dansk Metal Awards i november.
Lewis meddelte i løbet af 2008 at han ville tage en pause på ubestemt tid, og Hans-Jørgen Martinus Hansen blev fundet som stand-in. Kort efter forlod Gnudtzmann, Thøgersen, Kielland-Brand og Andersen Svartsot med begrundelsen at der opstod meningsforskelle om, hvordan bandet skulle køres og den musikalske retning.
Cliff Nemanim kom med i Svartsot som rytme-guitarist, James Atkin på bas og Danni Lyse Jelsgaard på trommer. Hans-Jørgen Martinus Hansen blev også en fast del af bandet. Thor Bager blev efter en audition valgt som ny forsanger. 
Bandet begyndte at producere materiale til et nyt album i løbet af 2009. Bassisten James Atkin bidrog med flere tekster på engelsk, som efterfølgende blev oversat til dansk. Albummet fik navnet Mulmets viser og blev optaget i oktober 2009. Det blev udgivet via Napalm Records i april 2010. 
Under planlægning af deres tredje album besluttede deres rytme-guitarist Cliff Nemanim at forlade bandet. De valgte forsat at arbejde videre på deres tredje album, samtidig med at Uffe Dons Petersen fik posten som rytme-guitarist til koncerter. De har ingen udmeldelser endnu om hvorvidt de har en udskiftning til Cliff Nemanim.

## Medlemmer
- Thor Bager (Vokal)
- Cris J.S. Frederiksen (Lead guitar)
- Michael Alm (Rytmeguitar)
- Frederik Uglebjerg (Trommer)
- Hans-Jørgen Martinus Hansen (Pennywhistle, Mandolin, Harmonika og Svensk sækkepibe)
- Simon Buje (El-bas)

## Diskografi

### Albums
- Svundne tider (2005) (demo)
- Tvende Ravne (2006) (demo)
- Ravnenes Saga (2007)
- Mulmets viser (2010)
- maledictus eris (2011)
- Vældet (2015)
- Kumbl (2022)